# Matsue Shigeyori

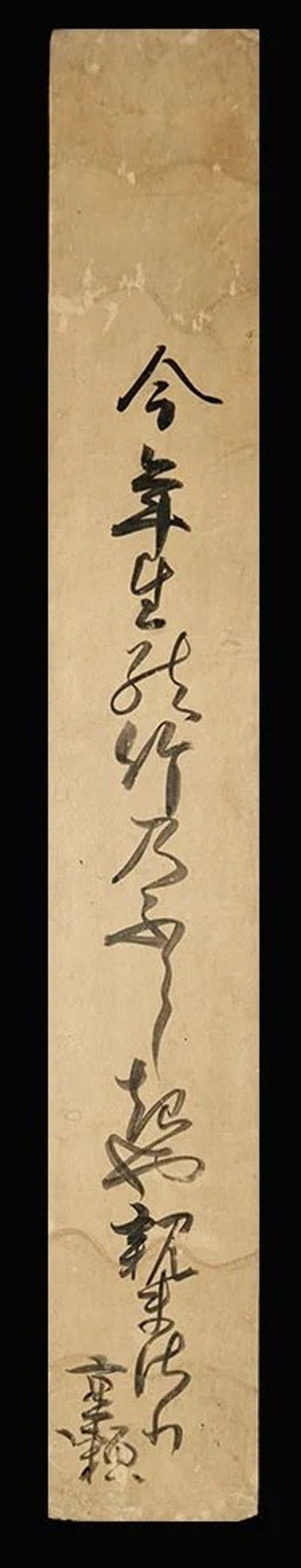
Kalligraphie

Matsue Shigeyori (japanisch 松江 重頼; geboren 1602; gestorben 24. Juli 1680) war ein japanischer Haiku-Dichter in der frühen Edo-Zeit.

## Leben und Wirken
Matsue Shigeyori führte in seinen späteren Jahren das „Gō“ „Ishū“ (維舟). Es heißt, er sei ein wohlhabender Kaufmann aus Kyōto gewesen, der sich Daimonjiya Jiemon (大文字屋 治右衛門) nannte. Es wird angenommen, dass er durch das Studium bei Matsunaga Teitoku (1571–1654) eine klassische Ausbildung erlangte, aber er studierte auch Renga bei Satomura Shōtaku (里村 昌琢; 1574–1636). Etwa zu dieser Zeit lernte er den Haiku- und Renga-Dichter Nishiyama Sōin (西山 宗因; 1605–1682) kennen.
Schon in jungen Jahren interessierte Matsue sich für Haikai, damals eine aufstrebende literarische Kunst. Zusammen mit Nonoguchi Ryūho (1595–1669) plante er, eine Sammlung von Haiku-Gedichten zusammenzustellen, zerstritt sich aber mit ihm. Er veröffentlichte 1633 die wegweisende Haiku-Anthologie „Enoko-shū“ (犬子集) – wörtlich „Welpen-Sammlung“. Dieses Buch wurde zum Ausgangspunkt für das frühneuzeitliche Haikai. Die Veröffentlichung von „Kefuki-gusa“ (毛吹草) im Jahr 1645 löste eine Fehde mit Teitokus direkten Schülern aus. Er wurde verschiedentlich angegriffen, aber er war nicht der Typ Mensch, der solchen Angriffen erlag. In der Sammlung „Gokei Taiheiki“ (滑稽太平記) steht geschrieben, dass er Ikeda Masanori (池田 正式), der „Kefuki-gusa“ kritisiert hatte, seinerseits scharf kritisierte.
Matsue Shigeyori nannte sich Samurai, obwohl er ein einfacher  Stadtbewohner war. Die Angelegenheit wurde beigelegt, nachdem er der zuständigen Behörde einen Entschuldigungsbrief geschickt hatte. Er veröffentlichte nacheinander viele Haiku-Bücher, darunter 1664 „Sayo nakayama shū“, es heißt, dass er dafür einen beträchtlichen Teil seines Vermögens einsetzte. Ein Beweis dafür könnte sein, dass seine Auswahl nach und nach immer kleiner wurde. Zur gleichen Zeit traten nach und nach neue Haiku-Dichter aus der Schule von Matsunaga Teitoku in die Haiku-Welt ein. So schwand Shigeyoris Stellung in der Haiku-Welt allmählich.